# Papa Bonifaciu al III-lea
Papa Bonifaciu al III-lea (n. 540 d.Hr., Roma, Regatul Ostrogot⁠(d) – d. 12 noiembrie 607 d.Hr., Roma, Imperiul Roman de Răsărit) a fost un papă al Romei.
1. ↑  Catholic-Hierarchy.org, accesat în 13 octombrie 2020